# Fokker E.IV
Fokker E.IV – niemiecki jednopłatowy samolot myśliwski z okresu I wojny światowej, zaprojektowany i zbudowany w wytwórni Fokker Aeroplanbau w Schwerinie. Oblatana we wrześniu 1915 roku maszyna była następcą modelu Fokker E.III i ostatnim modelem rodziny Fokkerów klasy E opartej na samolocie francuskim Morane-Saulnier H. Zbudowany w liczbie 49 egzemplarzy samolot używany był bojowo przez Luftstreitkräfte, jednak nie odniósł sukcesu i został wycofany ze służby na początku 1917 roku. Fokker E.IV był pierwszym seryjnym myśliwcem uzbrojonym w więcej niż jeden stały karabin maszynowy.

## Historia

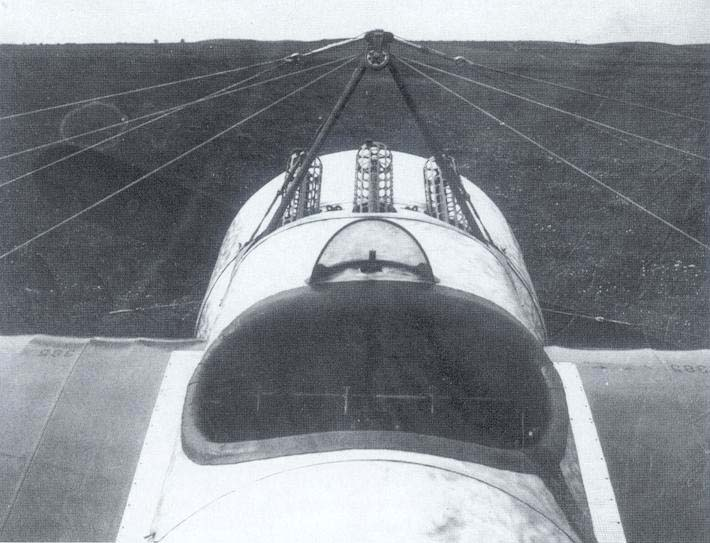
Kokpit samolotu; widoczne trzy karabiny maszynowe lMG08

Usiłując odzyskać przewagę powietrzną, nadszarpniętą na przełomie 1915 i 1916 roku wprowadzeniem przez ententę do służby większej ilości samolotów myśliwskich Nieuport 11, Royal Aircraft Factory F.E.2 i Airco DH.2, Inspektion der Fliegertruppen nakazał kilku firmom lotniczym skopiowanie francuskiego myśliwca, wyraźnie lepszego od używanych przez niemieckie siły powietrzne (Luftstreitkräfte) maszyn Fokker E.I, E.II i E.III. Niezależnie od tego latający na Fokkerach znakomici niemieccy piloci Max Immelmann i Oswald Boelcke zwrócili się do Antona Fokkera z prośbą o opracowanie szybszego i lepiej uzbrojonego samolotu, mogącemu dorównać myśliwcom przeciwnika. Zbudowany w zakładach Fokker Aeroplanbau prototyp o fabrycznym oznaczeniu M.15 i numerze E.122/15 oblatano we wrześniu 1915 roku. W porównaniu do E.III powiększono nieco rozmiary płatowca: wydłużono kadłub, wzmocniono kozioł podtrzymujący górę skrzydła oraz rozpórki podwozia głównego w celu utrzymania dodatkowego ciężaru nowego silnika. Zamontowano podwyższoną osłonę kabiny, która częściowo otaczała karabiny maszynowe, zwężając się w dół; skrzydła i usterzenie pozostały takie same jak w E.III. Napęd M.15 stanowił 14-cylindrowy silnik rotacyjny Oberursel U.III w układzie podwójnej gwiazdy o mocy 118 kW (160 KM), a uzbrojenie składało się początkowo z trzech zsynchronizowanych karabinów maszynowych lMG08 kalibru 7,92 mm, umieszczonych na grzbiecie kadłuba przed kabiną pilota, strzelających pod kątem 15° do góry.
Pod koniec września 1915 roku Anton Fokker zademonstrował M.15 na pokazach lotniczych w Essen, uszkadzając podczas strzelania w locie śmigło. Prototyp został naprawiony w macierzystej fabryce i prawdopodobnie wtedy zdemontowano trzeci karabin maszynowy, który powodował problemy z właściwą synchronizacją uzbrojenia z obrotami śmigła. W listopadzie samolot był testowany najpierw w Schwerinie przez Oswalda Boelcke, a następnie przez porucznika (niem. Oberleutnant) Ottona Parchaua, który napisał pozytywny raport, chwaląc właściwości lotne M.15. W rezultacie Inspektion der Fliegertruppen zezwoliło na rozpoczęcie produkcji seryjnej myśliwca, oznaczonego Fokker E.IV.
Pierwsze zamówienie na sześć E.IV zostało złożone 29 września 1915 roku (wyprodukowano maszyny o numerach E.122–E.127/15), a drugie z 8 listopada tego roku także obejmowało sześć samolotów (numery E.436–E.441/15); w ramach trzeciego zamówienia złożonego 9 grudnia wyprodukowano kolejnych sześć egzemplarzy o numerach E.637–E.642/15. 14 lutego 1916 roku zamówiono 30 sztuk E.IV o numerach E.160–E.189/16, z których jeden egzemplarz (E.179/16) trafił do Kaiserliche Marine pod oznaczeniem LF 210 i na jego miejsce został później zamówiony i zbudowany jeszcze jeden E.IV. Harmonogram dostaw był następujący: we wrześniu 1915 roku – 1, w listopadzie – 1, w styczniu 1916 roku – 3, w lutym – 7, w marcu – 6, w kwietniu – 11, w maju – 10, w czerwcu – 5 i w lipcu ostatnie 5 egzemplarzy. Ostatecznie wyprodukowano więc i dostarczono zaledwie 49 egzemplarzy, gdyż kwietniowe zamówienie 20 kolejnych E.IV zostało anulowane, prawdopodobnie w wyniku raportu Boelckego.
E.IV był finalnym modelem serii jednopłatów Fokkera opartej na francuskim Morane-Saulnier H i pierwszym seryjnym myśliwcem I wojny światowej uzbrojonym w więcej niż jeden stały karabin maszynowy.

## Użycie
W grudniu 1915 roku i styczniu 1916 roku pierwsze seryjne egzemplarze Fokkera E.IV trafiły do rąk ówcześnie najlepszych niemieckich asów myśliwskich – Maxa Immelmanna i Oswalda Boelcke, służących wówczas w Feldflieger-Abteilung 62. Immelmann otrzymał w lutym spersonalizowany egzemplarz o numerze 189/16 wyposażony w trzy karabiny maszynowe, na którym odniósł trzy zwycięstwa powietrzne, lecz później użytkował standardową wersję z dwoma karabinami maszynowymi. 31 maja pilotując E.IV, poważnie uszkodził śmigło samolotu w wyniku awarii synchronizatora i z dużym trudem zdołał sprowadzić maszynę na ziemię. Zginął 18 czerwca 1916 roku, pilotując E.III, gdyż jego E.IV o numerze 127/16 został tego dnia uszkodzony we wcześniejszej walce z F.E.2b. 5 stycznia Oswald Boelcke, pilotując prawdopodobnie Fokkera E.IV, zestrzelił nieopodal Hénin-Beaumont odbywający lot rozpoznawczy brytyjski samolot Royal Aircraft Factory B.E.2c. 12 marca nieopodal Verdun ofiarą pilotowanego przez Boelcke E.IV został francuski Farman, który uszkodzony wylądował przymusowo i został ostatecznie zniszczony przez niemiecką artylerię. Nazajutrz zgłosił on zestrzelenie francuskiego Voisina, także za sterami E.IV; kolejne zwycięstwo na tym typie odniósł 19 marca, zestrzeliwując Farmana z eskadry (fr. Escadrille) MF 19. Mimo tych sukcesów Boelcke nie był zadowolony z tego modelu Fokkera z powodu wielu problemów technicznych i niedoskonałości konstrukcji. W swoim raporcie z 24 marca zawarł negatywną opinię o niedopracowanym silniku Oberursel U.III, zbyt dużym efekcie żyroskopowym jednostki napędowej, jej zawodności i niskim resursie, słabej prędkości wznoszenia i zbyt małym pułapie, znacznie gorszej w porównaniu do poprzedników zwrotności (aby wykonać szybki zakręt, trzeba było znacznie ograniczyć obroty silnika, co wiązało się ze stratą wysokości), a także zanegował celowość odchylenia karabinów maszynowych o 15° do góry. Zaletami według Boelckego były wysoka prędkość pozioma i siła ognia, jednak w ostatecznej konkluzji rekomendował dowództwu produkcję myśliwców dwupłatowych.
Na Fokkerze E.IV latał też z sukcesami w rejonie Verdun w barwach Fokkerstaffel porucznik Kurt Student, osiągając na tym typie trzy ze swoich sześciu zwycięstw. Inny z niemieckich asów myśliwskich, porucznik Kurt Wintgens z Fokkerstaffel Falkenhausen, zestrzelił na swoim E.IV numer 124/15 pięć samolotów przeciwnika: 20 maja dwumiejscowego Nieuporta z eskadry N 68, 21 maja dwusilnikowego Caudrona, 17 czerwca Farmana z eskadry MF 70, 23 czerwca Nieuporta 16 z eskadry N 124 i 30 czerwca Farmana. Służąc następnie w Jagdstaffel 1, Wintgens odniósł na E.IV co najmniej dwa zwycięstwa, zestrzeliwując 24 września Royal Aircraft Factory B.E.12 i Martinsyde G.100; zginął następnego dnia, pilotując swego ulubionego Fokkera, zestrzelony przez myśliwiec SPAD S.VII z eskadry N 3.
Większość myśliwców E.IV przybyła na front na przełomie kwietnia i maja 1916 roku, tuż przed wprowadzeniem dwupłatowych myśliwców klasy D, które pod względem siły bojowej, zwrotności i właściwości lotnych okazały się znacznie lepsze. Według sporządzanych co dwa miesiące wykazów, najwięcej E.IV w eskadrach bojowych znajdowało się 30 kwietnia 1916 roku (28 sztuk), 30 czerwca (29) i 31 sierpnia (25), a następnie ich stan zmalał do 16 sztuk 31 października i zaledwie dwóch egzemplarzy według stanu na 31 grudnia. Po śmierci Immelmanna wszystkie Fokkery E.I – E.IV zostały wycofane z frontu zachodniego, trafiając do szkolenia i na front wschodni. Ostatecznie zostały wycofane z użycia do lutego 1917 roku.

### Jednostki Luftstreitkräfte użytkujące E.IV
- Feldflieger-Abteilung 9[31]
- Feldflieger-Abteilung 19[31]
- Feldflieger-Abteilung 32[32]
- Feldflieger-Abteilung 62[22]
- Fliegerabteilung 292[31]
- Jagdstaffel 1[33]
- KEK Bantheville[34]
- KEK Sivry i KEK Jametz → Jagdstaffel 6[32][34]
- Fokkerstaffel (Jagdstaffel 9)[26][35]
- Jagdstaffel 10[35]
- Fokkerstaffel Falkenhausen (Jagdstaffel 14)[36]

## Opis konstrukcji i dane techniczne
Fokker E.IV był jednosilnikowym, jednomiejscowym średniopłatem myśliwskim o konstrukcji mieszanej. Kadłub o przekroju prostokątnym wykonany został ze spawanych rur stalowych, wykrzyżowany drutami stalowymi, pokryty płótnem (z wyjątkiem przodu i otwartej od dołu osłony silnika z pokryciem z blachy aluminiowej). Kabina pilota otwarta, osłonięta wiatrochronem. Płat o obrysie prostokątnym bez wzniosu, ścięty skośnie na końcach, o cienkim profilu, dwudźwigarowy, konstrukcji drewnianej, usztywniony czterema linkami przymocowanymi do kozłów umieszczonych nad i pod kadłubem oraz do przedniego dźwigara. Skrzydła nie miały lotek; sterowanie poziome odbywało się poprzez skręcanie płata przy pomocy czterech linek zamocowanych do tylnego dźwigara i połączony z drążkiem sterowym w kokpicie. Rozpiętość skrzydeł wynosiła 9,75 metra, zaś powierzchnia nośna 16,3 m². Długość samolotu wynosiła 7,46 metra, a jego wysokość 2,89 metra. Masa własna wynosiła 460–465 kg, zaś masa całkowita (startowa) 722–724 kg. Usterzenie pływające o szkielecie z rurek stalowych, pokryte płótnem, bez stateczników. Podwozie dwukołowe, z łamaną osią, z rur stalowych, amortyzowane sznurem gumowym; z tyłu płoza ogonowa.
Napęd stanowił chłodzony powietrzem 14-cylindrowy silnik rotacyjny Oberursel U.III w układzie podwójnej gwiazdy o mocy 118 kW (160 KM), napędzający stałe drewniane dwułopatowe śmigło ciągnące firmy Garuda. Zbiornik paliwa znajdował się za fotelem pilota. Prędkość maksymalna wynosiła 161 km/h, zaś prędkość przelotowa 148 km/h. Długotrwałość lotu wynosiła 1,75 godziny, zaś zasięg 240 km przy prędkości 130 km/h. Maszyna osiągała wysokość 1000 metrów w czasie 3 minut, 2000 metrów w 8 minut, zaś na osiągnięcie 4000 metrów samolot potrzebował 45 minut. Pułap maksymalny wynosił 4500 metrów.
Uzbrojenie seryjnych samolotów składało się z dwóch zsynchronizowanych stałych karabinów maszynowych lMG08 kalibru 7,92 mm, umieszczonych na grzbiecie kadłuba. Karabiny zasilane były z taśm amunicyjnych umieszczonych w bębnach, a wystrzelone łuski trafiały do pojemnika zamontowanego za silnikiem. 

### Malowanie
Większość myśliwców E.IV opuszczała fabrykę pokryta bezbarwnym błyszczącym lakierem, co dawało efekt półprzezroczystego jasnokremowego koloru. Znaki rozpoznawcze – czarne krzyże – zostały naniesione na duże białe pola na obu powierzchniach skrzydeł, po obu stronach kadłuba i po obu stronach steru kierunku. Czarne numery seryjne były namalowane na dolnych bokach kadłuba przed znakami rozpoznawczymi, a czasem także były malowane na powierzchniach usterzenia ogonowego i krawędziach natarcia skrzydeł tuż za drugim żebrem. Kołpaki kół były często malowane już w trakcie służby, często w kolorach osobistych lub jednostki. Metalowe rozpórki podwozia i kozioł podtrzymujący skrzydła były malowane bardzo rzadko.